# 汤岗子站
汤岗子站位于辽宁省鞍山市千山区汤岗子街道，为沈大铁路上的一个火车站，距离沈阳站104公里，大连站293公里。建于1899年:160，当时设有4条股道，1906年增加一条股道。隶属沈阳铁路局管辖，现为四等站，办理整车普通货物到发。